# 箙かおる
箙 かおる（えびら かおる、12月8日 - ）は、元宝塚歌劇団専科の男役。元雪組組長。日本舞踊家・若柳吉信代（）。
兵庫県神戸市、神戸市立生田中学校出身。身長166cm。愛称は「チャル」。

## 来歴
1973年、宝塚音楽学校入学。
1975年、音楽学校卒業後、宝塚歌劇団に61期生として入団。入団時の成績は35番。月組公演「春の宝塚踊り／ラムール・ア・パリ」で初舞台。
1976年、組まわりを経て雪組に配属。
1981年の「彷徨のレクイエム」で新人公演初主演。
1990年11月26日付で専科へと異動。
1996年に再び雪組へ異動となり、雪組組長に就任。
1998年10月1日付で再び専科へ異動となる。
専科異動後は各組に特別出演を続け、確かな演技力と存在感で長きにわたり活躍してきたが、2017年12月14日、自身のサロンコンサート「夢の扉」をもって、宝塚歌劇団を退団。
退団後は若柳流師範として活躍、また舞台、コンサートにも出演している。

## 人物
実弟は、劇作家・演出家の菱田信也である。

## 宝塚歌劇団時代の主な舞台

### 初舞台
- 1975年3 - 5月、月組『春の宝塚踊り』『ラムール・ア・パリ』（宝塚大劇場のみ）

### 雪組時代
- 1977年2月、『鶯歌春』少年兵陳章君／『マンハッタン・ラグ』
- 1978年1月、『風と共に去りぬ』ウィリー少年
- 1979年8月、『朝霧に消えた人』新人公演：落合又十郎（本役：上條あきら）、岡野金右衛門（本役：真咲佳子）『オールマン・リバー』
- 1979年10月、『愛の飛翔』（バウ）
- 1980年2月、『去りゆきし君がため』新人公演：ニコラス（本役：上條あきら）
- 1980年4月、『Star the Sunshine!』（バウ）
- 1980年10月、『花の舞拍子』／『青き薔薇の軍神』タラオ、新人公演：ペギラン（本役：常花代）
- 1981年5月、『彷徨のレクイエム』レーモンド、新人公演：フェリックス（本役：麻実れい） 新人公演初主演[5][3]
- 1981年11月、『かもめ翔ぶ海』松吉／『サン・オリエント・サン』
- 1982年5月、『ジャワの踊り子』アグン
- 1982年9月、『愛の飛翔Ⅱ』（バウ）
- 1983年5月、『うたかたの恋』ヨゼフ皇帝／『グラン・エレガンス』
- 1983年8月、『ブルー・ジャスミン -砂漠の愛-』ラージン／『ハッピーエンド物語』
- 1984年2月、『うたかたの恋』ヨゼフ皇帝／『ハッピーエンド物語』（中日）
- 1984年3月、『風と共に去りぬ』スタンレー
- 1984年5月、『愛の飛翔Ⅲ』（バウ）
- 1984年9月、『千太郎纏しぐれ』新助／『フル・ビート』
- 1985年6月、『愛のカレードスコープ』ウィリー／『アンド・ナウ!』
- 1986年1月、『ショーボート』（バウ・東京特別）ジョー
- 1986年2月、『大江山花伝』仏／『スカイ・ハイ・スカイ』
- 1986年4月、『愛のカレードスコープ』アラン／『アンド・ナウ!』
- 1986年8月、『三つのワルツ』総裁、助監督
- 1987年3月、『宝塚をどり讃歌』／『サマルカンドの赤いばら』大臣シャイバーニ
- 1987年9月、『梨花 王城に舞う』チムル皇子／『ザ・レビュースコープ』
- 1988年1月、『風と共に去りぬ』メリーウェザー夫人、エルシング夫人（東京）
- 1988年7月、『たまゆらの記』藤原房前／『ダイナモ!』
- 1989年2月、『ムッシュ・ド・巴里』ティボー／『ラ・パッション!』
- 1989年7月、『たまゆらの記』藤原房前／『ダイナモ!』（全国ツアー）
- 1989年8月、『ベルサイユのばら - アンドレとオスカル編- 』プロファンス伯爵
- 1989年9月、『おもかげ草紙』（東京特別）荻野左馬之丞
- 1990年1月、『天守に花匂い立つ』加納将監正典／『ブライト・ディライト・タイム』
- 1990年6月、『黄昏色のハーフムーン』ウィリアム／『パラダイス・トロピカーナ』
- 1990年9月、『天守に花匂い立つ』加納将監正典／『ブライト・ディライト・タイム』（全国ツアー）

### 専科時代
- 1991年4月、『微笑みの国』（雪組：バウ・東京特別・名古屋特別）チャン
- 1991年5月、『紫陽の花しずく』（月組：バウ）政次
- 1991年8月、『恋人たちの肖像』（星組：東宝）ヴェルテンベルグ大公
- 1991年9月、『グランサッソの百合』（星組：バウ・東京特別・名古屋特別）ムッソリーニ
- 1992年1月、『珈琲カルナバル』（月組）ヴァスコ・アンドラーデ
- 1992年8月、『ヴァレンチノ』（雪組：バウ・東京特別・名古屋特別）ラスキー
- 1992年10月、『フラワー・ドラム・ソング』（花組：バウ）ワン・チー・ヤン
- 1993年4月、『グランドホテル』（月組）ヘルマン・プライジング
- 1993年5月、『マンハッタン物語』（月組：東京特別・名古屋特別）ロドニー・エスマン
- 1993年10月、『アップル・ツリー - 三つの愛の物語 - 』（花組：バウ・東京特別・名古屋特別）アリク王
- 1993年12月、『ベイ・シティ・ブルース』（花組：東宝）マクガバン
- 1994年2月、『たけくらべ』（月組：バウ、花組：東京特別・名古屋特別）和尚
- 1994年8月、『カサノヴァ・夢のかたみ』サンマルコ大司教
- 1995年3月、『国境のない地図』（星組）ガイヤー・ストロハイム
- 1996年1月、『訪問者』（月組：バウ・東京特別）滝蔵
- 1996年8月、『虹のナターシャ』（雪組）カメ
- 1996年9月、『チェーザレ・ボルジア』（月組）法王アレッサンドロ6世

### 雪組時代
- 1997年2月、『虹のナターシャ』カメ／『La Jeunesse!』
- 1997年3月、『仮面のロマネスク』法院長／『ゴールデン・デイズ』
- 1997年5月、『嵐が丘』（バウ）リントン判事
- 1997年9月、『真夜中のゴースト』バーラント子爵／『レ・シェルバン』
- 1997年12月、『春櫻賦』尚寧／『LET'S JAZZ - 踊る五線譜 - 』
- 1998年2月、『ICARUS - 追憶の薔薇を求めて - 』（バウ・東京特別・名古屋特別）ウォルター・キャンベル
- 1998年5月、『風と共に去りぬ』（全国ツアー）ミード博士
- 1998年8月、『浅茅が宿 - 秋成幻想 -』法師／『ラヴィール』

### 専科時代
- 1999年11月、『バッカスと呼ばれた男』（雪組）ポルトス
- 2000年4月、『ささら笹舟 ―明智光秀の光と影―』（雪組：バウ）織田信長
- 2000年7月、『更に狂はじ』（月組：東京特別・バウ）義円（足利義教）
- 2000年9月、『トム・ジョーンズの華麗なる冒険』（花組：バウ・東京特別）チャールズ・ウエスタン
- 2001年4月、『ベルサイユのばら2001 -フェルゼンとマリー・アントワネット編-』（宙組）グスタフ三世
- 2001年9月、『フィガロ!』（宙組：バウ）アルマヴィバ伯爵
- 2002年3月、『殉情』（雪組：ドラマシティ・東京特別）利太郎
- 2002年6月、『SLAP STICK』（月組：バウ・東京特別）ウィリアム・テイラー
- 2002年8月、『専科エンカレッジ スペシャル』（バウ）
- 2003年1月、『おーい春風さん／春ふたたび』（宙組：バウ）親方／虚無僧、左衛門
- 2003年2月、『傭兵ピエール』（宙組）コーション大司教
- 2003年7月、『王家に捧ぐ歌』（星組）ファラオ
- 2004年1月、『送られなかった手紙』（雪組：バウ・東京特別）ダンテス少佐
- 2004年6月、『飛鳥夕映え - 蘇我入鹿 - 』蘇我蝦夷
- 2005年2月、『王家に捧ぐ歌』（星組：中日）ファラオ
- 2006年1月、『不滅の恋人たちへ』（宙組：バウ）アルフレッド・デジュネー
- 2006年8月、『リボンの騎士 ザ・ミュージカル』[注釈 1]
- 2007年5月、『大坂侍 -けったいな人々- 』（月組：バウ・東京特別）大和屋源右衛門
- 2007年9月、『専科エンカレッジコンサート』（バウ）
- 2008年8月、『シンデレラ the ミュージカル』[注釈 1]
- 2008年11月、『外伝ベルサイユのばら - ベルナール編 - 』（星組：全国ツアー）ジャルジェ
- 2009年2月、『外伝ベルサイユのばら - アンドレ編 - 』（宙組：中日）ジャルジェ
- 2009年9月、『外伝ベルサイユのばら - アンドレ編 - 』（花組）ジャルジェ
- 2013年4月、『ベルサイユのばら -　フェルゼン編 -　』（雪組）ブイエ将軍
- 2015年6月、『王家に捧ぐ歌』（宙組）ファラオ
- 2016年5月、『王家に捧ぐ歌』（宙組：博多座）ファラオ
- 2017年11月、『鳳凰伝 -カラフとトゥーランドット-』(月組：全国ツアー)ティムール王
- 2017年12月、箙かおるサロンコンサート『夢の扉』 主演[2][3]